# Mesobuthus martensii
Mesobuthus martensii  (лат.) — вид скорпионов из семейства Buthidae.
Окраска тела скорпиона золотистого цвета, на спине — немного темнее. Длина тела самца примерно 6 см. Самки могут достигать длины до 8 см. Продолжительность жизни составляет около шести лет. Хвост относительно большой, его предпоследний сегмент более тёмного цвета.
Яд является сильным и используется в традиционной китайской медицине более 1000 лет для лечения различных неврологических заболеваний, таких как паралич, апоплексии и эпилепсии. Он состоит из 3-х различных токсинов, каждый из которых оказывает разный эффект на организм. Возможность применения яда в сельском хозяйстве в качестве пестицидов также изучалась из-за его специфических особенностей.
Обычно питается мелкими скорпионами, жуками, уховёртками и сверчками, а также тараканами, мелкими млекопитающими, рептилиями и другими животными.
Скорпион живёт на севере Китая, в Монголии, Корее, интродуцирован в Японию. Обитает в степях и на лугах, реже в пустынях.